# Zoziedá pal Ehtudio'el Andalú
La Sociedad para el Estudio del Andaluz (según su propia web, Zoziedá pal Ehtudio'el Andalú, Z.E.A.) es una asociación cultural con sede en Mijas (España) dedicada al estudio del dialecto andaluz. 

## Composición y actividades
La asociación está formada por filólogos, historiadores, antropólogos, etc, de dentro y fuera de Andalucía que tienen como objetivo luchar contra los prejuicios que dificultan el uso normal del andaluz y procurar el reconocimiento social e institucional de dicho dialecto. La Sociedad para el Estudio del Andaluz se distingue por el uso de una ortografía andaluza no oficial distinta de la española y por la realización de propuestas de normas ortográficas para el andaluz.
Entre otras actividades, la asociación organiza encuentros literarios y congresos científicos y otros encuentros culturales y publica revistas y libros, utilizando su peculiar ortografía. 
Según esta sociedad, el dialecto andaluz es una lengua distinta al español. Defienden que en Andalucía no se habla un mal castellano sino un buen andaluz.  

## Ejemplos
¿Quierêh açêtte çoçio? - ¿Quieres hacerte socio? 
Eccritôh en andalú. - Escrito en andaluz.